# Basilika Mariä Himmelfahrt (Krekenava)

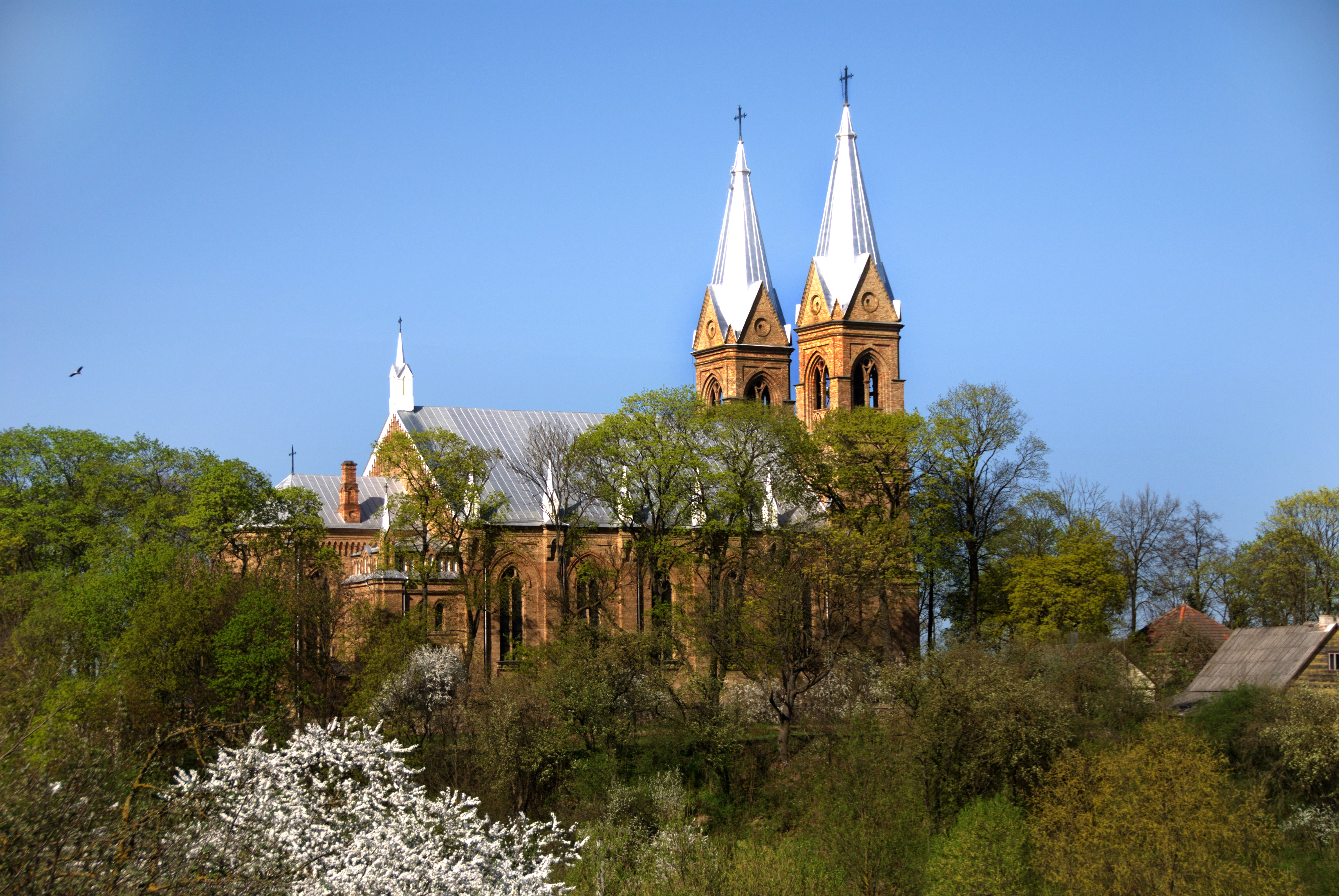
Basilika Mariä Himmelfahrt

Die Basilika Mariä Himmelfahrt  (litauisch Krekenavos Švč. Mergelės Marijos Ėmimo į dangų bazilika) ist eine römisch-katholische Kirche in der Kleinstadt Krekenava in der Mitte Litauens. Die Kirche im Bistum Panevėžys mit dem Patrozinium Mariä Aufnahme in den Himmel trägt den Titel einer Basilica minor.

## Geschichte
In Krekenava wurde 1419 eine erste Kapelle erbaut. Es wird angenommen, dass der Bau auf den Großfürsten Vytautas zurückgeht. Ab 1484 wurden die erste Holzkirche errichtet, die 1527 fertiggestellt wurde. Nach einem Brand wurde 1736 ein neues Kirchengebäude fertiggestellt.
Im Jahr 1886 initiierte Pfarrer Pranciškus Žukauskas den Bau einer größeren Kirche. Obwohl die Behörden der Bezirk Kaunas anfänglich wiederum nur eine Holzkirche zulassen wollten, konnte 1896 mit dem Bau einer gemauerten Kirche begonnen werden. Im Jahr 1902 wurde das heutige neugotische Kirchengebäude fertiggestellt. Im Jahr 1907 segnete der Bischof von Samogitien, Gaspare Feliciano Cyrtowt, die Kirche.
Papst Benedikt XVI. erhob die Kirche 2011 in den Rang einer Basilica minor, die feierliche Verkündigung erfolgte am Patronatsfest 15. August.

## Kirchengebäude
Die Kirche wurde in Anlehnung an den neugotischen Stil vom belarussischen Architekten Ustin Golinevič entworfen. Die dreischiffige Kirche besitzt ein Langhaus mit rechteckigem Grundriss und einen Chor. Über dem Eingangsbereich ragen die beiden Kirchtürme 56 Meter empor, das Dach ist mit weiteren 13 Türmen gestaltet. Der Warschauer Bildhauer Piechock hat an den Fassadenskulpturen gearbeitet. Die heutige Orgel wurde 1911 in Cannes gefertigt. In der Kirche wird ein Marienbild mit Jesuskind aus dem 15. Jahrhundert verehrt.